# Canal Venturi

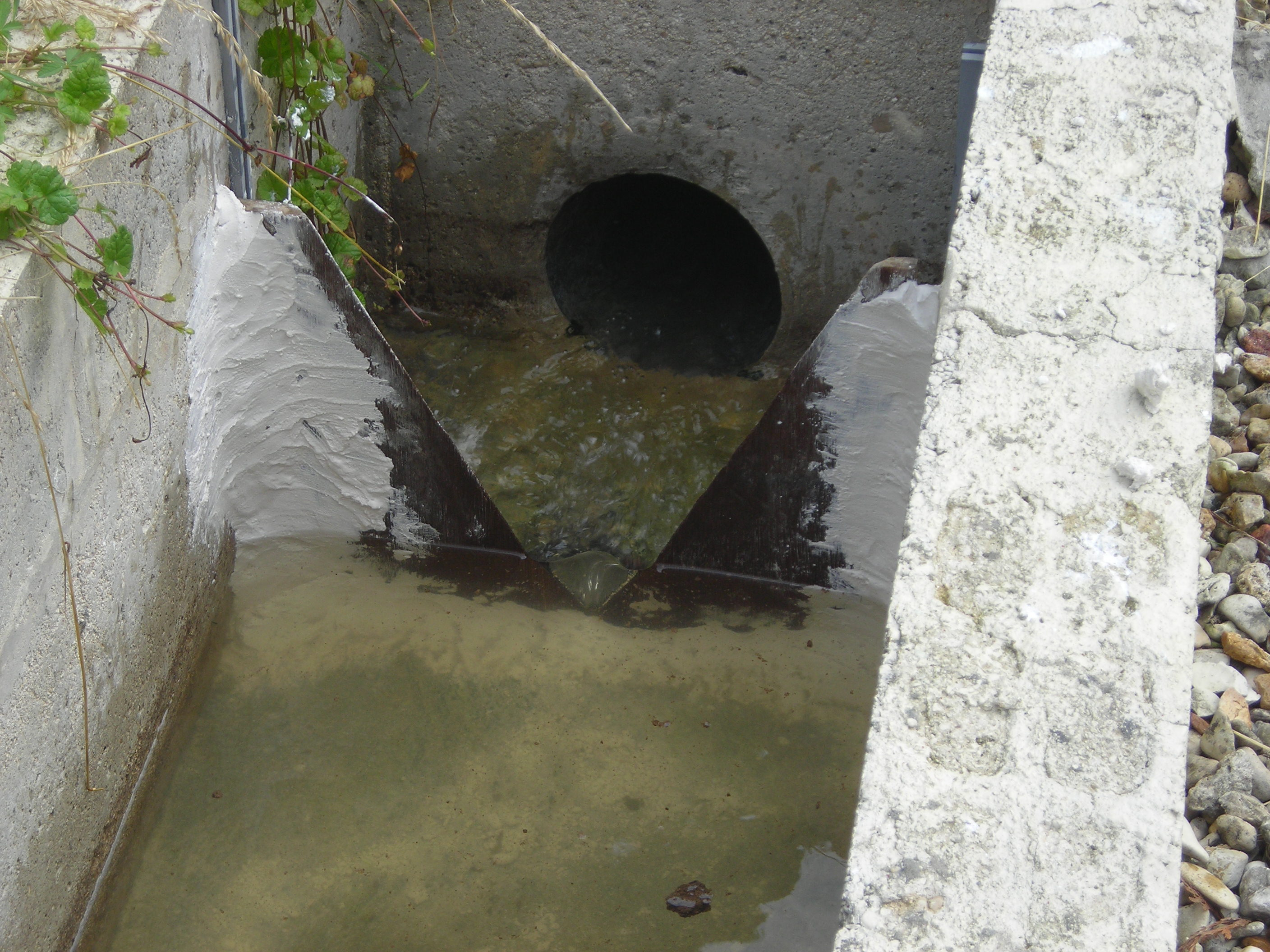
Canal Venturi : col d’étranglement monté dans un canal préexistant (sonde ultrason non visible sur l'image).

Une mesure par canal Venturi est une mesure de débit basée sur une mesure de hauteur dans un canal et calculée à l'aide d'une relation mathématique. Le nom fait référence au physicien italien Giovanni Battista Venturi (1746–1822).

## Principe

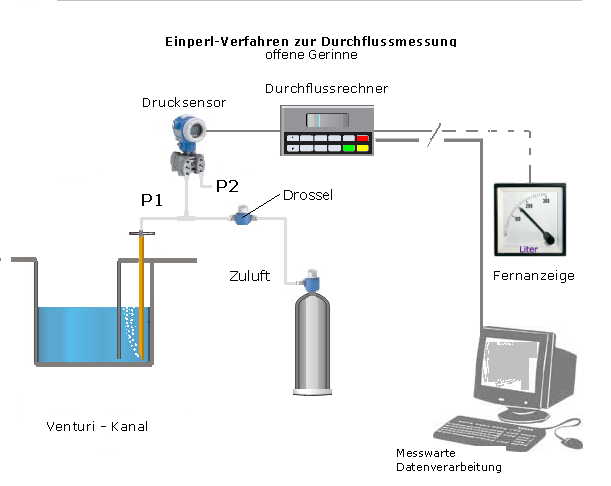
Mesure de débit par canal Venturi.

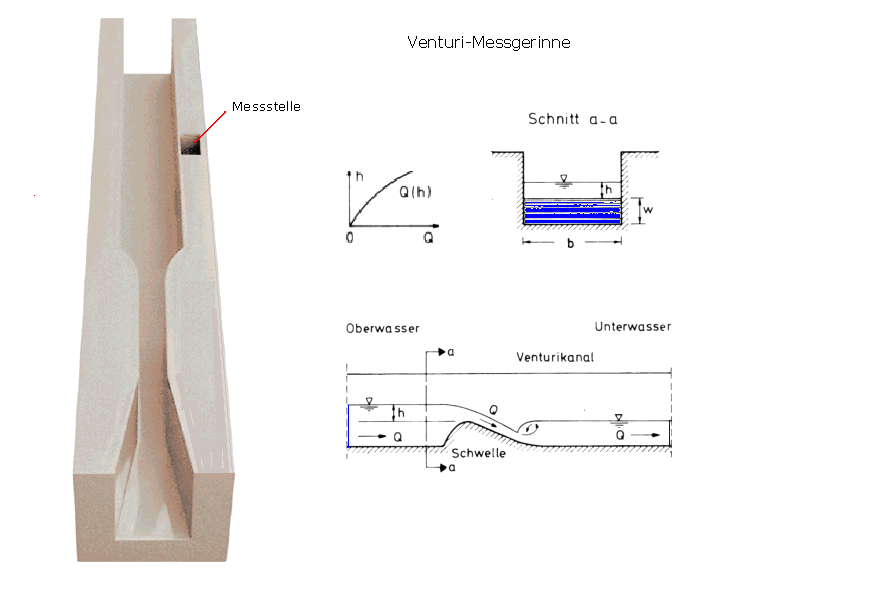
Canal Venturi.

Un canal Venturi est une portion de canal munie d’un étranglement et éventuellement d’une élévation du radier. Ce canal permet de mesurer le débit de liquide traversant le canal. Cette méthode de détermination des débits est fréquemment utilisée, le plus souvent comme mesure du débit entrant ou sortant d’une station de traitement des eaux usées.
La réduction de la section du canal entraîne un changement de régime hydraulique. L’écoulement fluvial change en un écoulement torrentiel. Le niveau d’eau passe alors au-dessous de la hauteur critique. L’aval du canal Venturi ne doit pas être susceptible de monter en charge ce qui signifie que l’écoulement d’eau en aval ne doit pas être gêné ce qui pourrait entraîner un refoulement. Ceci est une condition nécessaire au bon fonctionnement du canal Venturi. L’écoulement torrentiel n’est pas influencé par l’aval. Tant qu’un écoulement torrentiel est capable de se former, le canal Venturi est fonctionnel. La mesure du débit est rendue possible par l’existence d’une relation invariable entre le niveau d’eau en amont du canal Venturi et le débit. Cette relation est décrite par la courbe caractéristique du canal Venturi. Cette courbe varie d’un canal à un autre suivant sa géométrie. Grâce à la mesure du niveau d’eau en amont du canal, il est donc possible de calculer le débit d’eau. Il est possible de mesurer des débits de 0,5 l/s à plus de 10 m3 s−1,.
Le canal Venturi se compose en général de cinq sections : le canal d’amené ou canal d’approche qui permet de stabiliser l’écoulement, l’étranglement ou la contraction ou l’entonnement, le col ou le goulet d’étranglement, la section d’élargissement ou d’évasement et enfin le canal d’évacuation. 
Le niveau d’eau est mesuré le plus souvent à l’aide d’une sonde ultrason en amont de l’étranglement où l’écoulement n’est pas perturbé. Le niveau de référence du radier est la hauteur du col et non la hauteur du canal au niveau de la mesure. Pour limiter les perturbations liées aux boues de flottation par exemple la mesure peut s’effectuer dans un puits latéral. Le groupe convertisseur calcule ensuite le débit correspondant grâce à la courbe caractéristique du canal. Le convertisseur possède généralement une fonction intégrative qui permet d’additionner les débits momentanés (par exemple en l/s) pour calculer les volumes transitant par le canal (par exemple en m³). En règle générale, le groupe convertisseur envoie une impulsion (le plus souvent un contact à relais) à un compteur externe. L’unité de volume déterminant l’envoi de l’impulsion peut être réglé suivant le besoin par exemple une impulsion par mètre cube.
Il existe plusieurs types de construction possibles :
- canal Venturi préfabriqué ;
- col d’étranglement monté dans un canal préexistant ;
- formes particulières.

Le type de canal détermine la courbe caractéristique. Normalement, cette relation est fournie par le constructeur du canal. Il existe également des normes standards (par exemple la norme allemande DIN 19559).

## Utilisation
Principalement dans les stations de traitements des eaux usées. Par exemple pour la mesure :
- de l'eau brute ;
- de l'eau traitée ;
- du débit de déversement d'un déversoir d'orage.

## Système de mesure

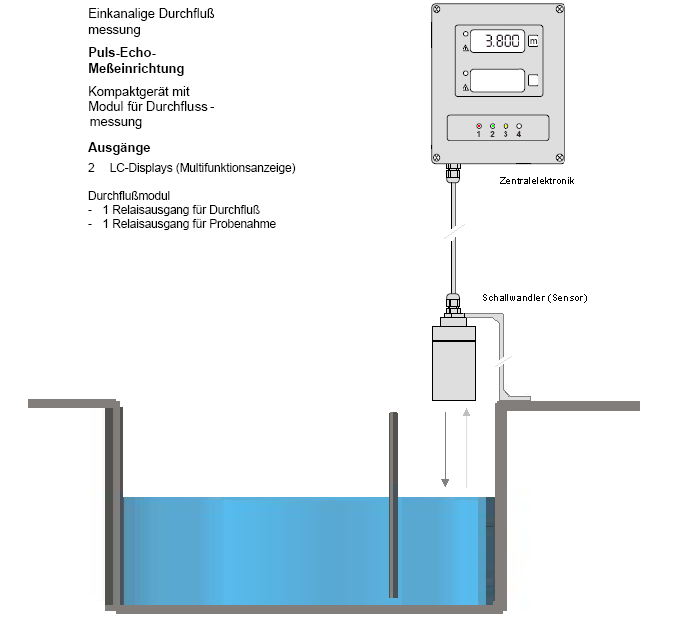
Ultrasons

Pour la mesure du niveau d’eau, de nombreuses méthodes ont été employées par le passé : depuis des systèmes analogiques avec, par exemple, un flottant relié à un potentiomètre aux micro-compresseurs pour insufflation de bulles d'air. Aujourd’hui les sondes ultrasons sont pratiquement les seules utilisées.

## Avantages
Les canaux Venturi sont de plus en plus remplacés par des débitmètres électromagnétiques. Malgré tout, ils possèdent un certain nombre d’avantages. Ils sont en effet le plus souvent facilement accessibles ce qui permet une maintenance plus aisée. Il est également facile de contrôler la mesure de hauteur d’eau manuellement avec un mètre par exemple.

## Inconvénients
- La longueur nécessaire de l’installation peut être un inconvénient (la longueur fait environ 15 fois la largeur du canal).
- En amont du canal le profil d’écoulement doit être aussi stable que possible et sans obstacle (il est donc impossible par exemple d’installer un préleveur automatique).
- L’aval ne doit en aucun cas refouler sinon la mesure n’est plus valide.
- L’encrassement du canal peut provoquer une déviation des mesures et une surestimation des débits.
- Pour de l’eau usée brute, la hauteur d’eau en amont doit être au minimum de 3 cm et le débit d’au moins 5 l/s.
- En cas de surélévation du radier le risque de dépôt est important.

## Source
- W. H. Hager: Modified Venturi channel. Dans: ASCE, Journal of Irrigation and Drainage Engineering, Vol. 111, 1985, p. 19-35